# Robert Nyakundi
Robert Nyakundi (Arlington, 24 gennaio 1989) è un ex cestista statunitense con cittadinanza keniana.

## Palmarès
- Campionato rumeno: 1

Asesoft Ploiești: 2012-13